# Gas- und Wasserinstallateur

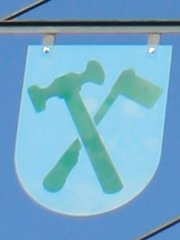
Handwerkswappen der Gas- und Wasserinstallateure

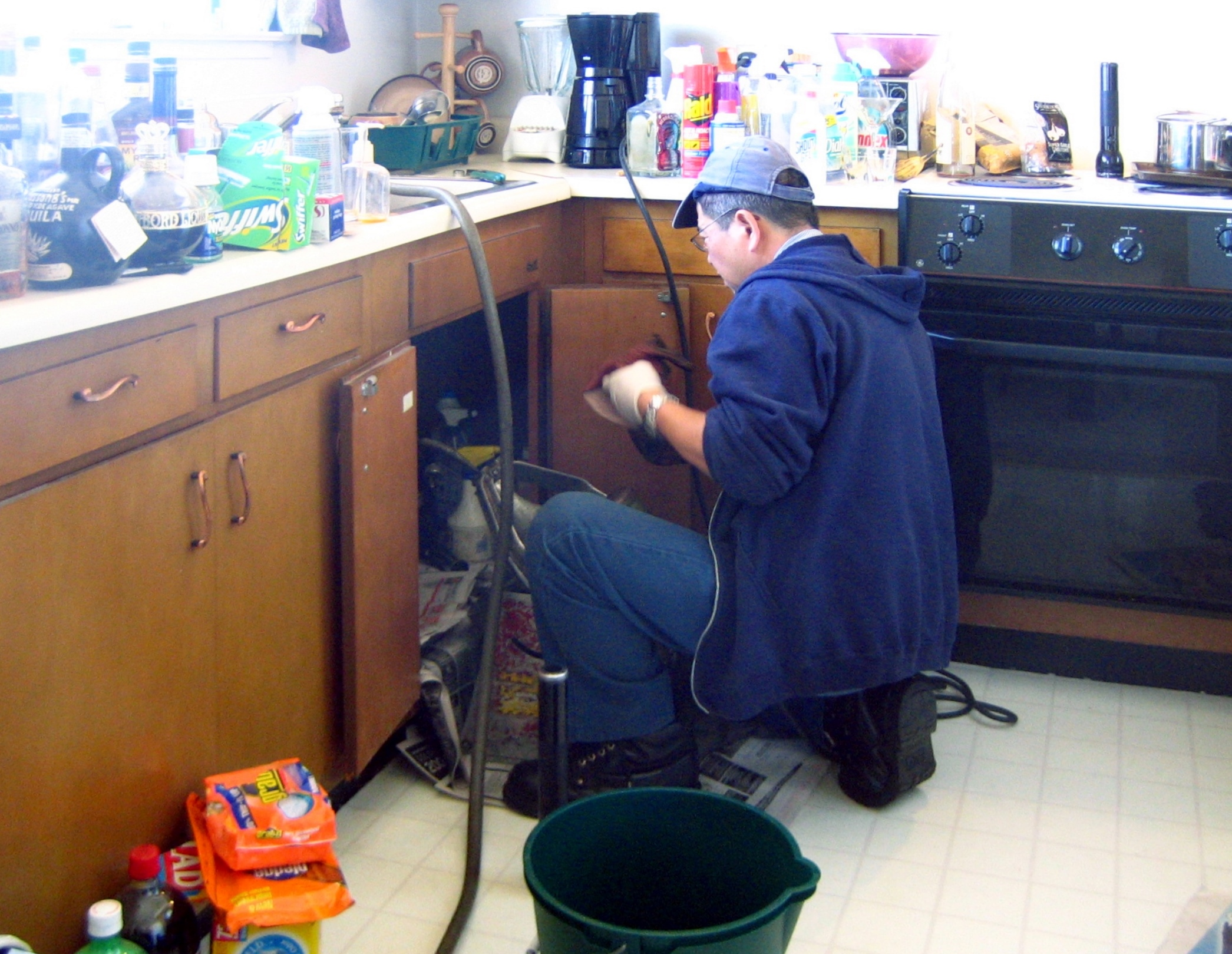
Gas- und Wasserinstallateur

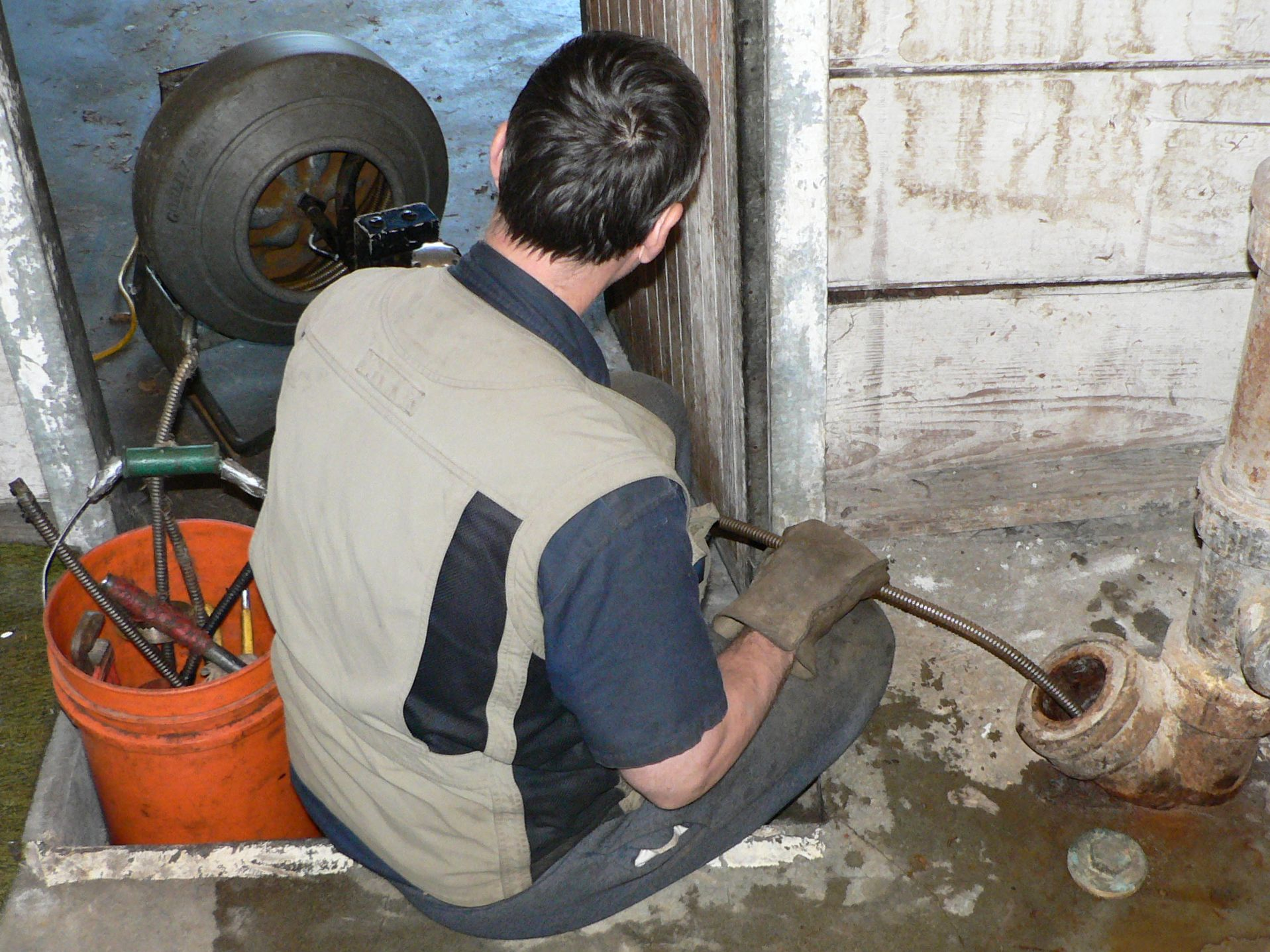
Gas- und Wasserinstallateur beim Reinigen einer Abwasserleitung mittels Rohrreinigungsspirale

Gas- und Wasserinstallateur war von 1966 bis 2003 ein anerkannter handwerklicher Ausbildungsberuf in Deutschland. Die Lehrzeit betrug dreieinhalb Jahre.
Der Beruf ging aus dem Vorläufer Klempner und Installateur hervor, der sich in die Berufsbilder Klempner sowie Gas- und Wasserinstallateur teilte. Die Berufsbilder des Zentralheizungs- und Lüftungsbauers sowie des Gas- und Wasserinstallateurs wurden 2003 zum neuen Ausbildungsberuf Anlagenmechaniker für Sanitär-, Heizungs- und Klimatechnik zusammengelegt.

## Berufsbild
Gas- und Wasserinstallateure erstellten Anlagen für die Versorgung von Gebäuden mit Gas zum Kochen und Heizen sowie mit Trink- und Brauchwasser. Sie bauten Einrichtungen für den Abfluss des Schmutzwassers, für Grundstücksentwässerungen und Regenwasserableitungen. Durch Schweißen, Löten und Verschrauben stellten sie die Rohrleitungssysteme her und schlossen Becken, Wannen, Toiletten sowie Brause- und Warmwasseranlagen an. Ihre Hauptaufgaben waren die Rohrmontage und der Einbau von sanitären Einrichtungen. Bei Reparaturarbeiten, Sonderanfertigungen und rationeller Vorfertigung von Teilen waren sie in der Werkstatt tätig, sonst auf der Baustelle, wo sie mit anderen Handwerkern zusammenarbeiteten.

## Weiterbildungsmöglichkeiten
Gas- und Wasserinstallateure hatten nach erfolgreicher Ablegung der Gesellenprüfung mehrere Möglichkeiten, sich beruflich weiterzubilden:
- Gas- und Wasserinstallateurmeister
- Staatlich geprüfter Sanitärtechniker (zuvor Staatlich geprüfter Installationstechniker)
- Dipl.-Ing. (FH) Versorgungstechnik

## Bekannte Gas- und Wasserinstallateure
- Marcelo Araújo Alves (* 1994), deutsch-brasilianischer Reggae-Sänger
- Marc Brenner (* 1973), deutscher freikirchlicher Theologe, Präses der Gemeinde Gottes Deutschland und Präsident der Vereinigung Evangelischer Freikirchen
- Buddy, eigentlich Sebastian Erl (* 1977), deutscher Partyschlagersänger
- Martin Geuer (* 1982), deutscher Schauspieler
- Reinhard Jassmann (* 1954), ehemaliger deutscher Boxer
- Muk Kang (* 1979), ehemaliger Berliner Footballspieler
- Thomas Kleis (* 1978), deutscher Springreiter
- Anton Lücht (* 1948), deutscher Politiker, Mitglied im Niedersächsischen Landtag, Bürgermeister der Gemeinde Moormerland
- Rainer Luick (* 1956), deutscher Biologe und Hochschullehrer
- Ernst Messerschmid (* 1945), deutscher Physiker, Hochschullehrer und Astronaut
- Hans Messerschmid (* 1954), deutscher Bauingenieur und Hochschullehrer
- Markus Neumaier (* 1965), deutscher Schauspieler
- Norbert Nieroba (* 1964), ehemaliger deutscher Amateur- und Profiboxer
- Patrick Owomoyela (* 1979), ehemaliger deutscher Fußballspieler und heutiger TV-Experte
- Kay Ritter (* 1971), deutscher Politiker der CDU und Mitglied des Sächsischen Landtags
- Olaf Schulze (* 1967), deutscher Politiker (SPD)
- Sven Seeliger (* 1972), deutscher Motorsportler und Rallycross-Fahrer
- Harald Seidel (1945–2023), Politiker und Gründungsmitglied der Sozialdemokratischen Partei in der DDR, Abgeordneter des Thüringer Landtags
- Daniel Unger (* 1978), ehemaliger deutscher Triathlet
- Mirko Wolter (* 1976), ehemaliger deutscher Speedwayfahrer